# Предео изузетних одлика
Предео изузетних одлика је подручје препознатљивог изгледа са значајним природним, биолошко-еколошким, естетским и културно-историјским вредностима, које се током времена развијало као резултат интеракције природе, природних потенцијала подручја и традиционалног начина живота локалног становништва. Овакав тип заштићеног подручја може бити и копнени и водени (морски), а има јасно дефинисан план заштите природних одлика, али и културно-историјских вредности и различитих активности (рекреација, туризам, угоститељство).

## Међународна дефиниција
Према дефиницији МУЗП-а, предео изузетних одлика спада у категорију V.  Главни циљ код заштите овог типа подручја је очување вредних еколошких, биолошких, културних и предеоних одлика. Интеракција са околним заједницама је дозвољeна у мери која подразумева одрживи управљање и повезивање природног и културно-историјског наслеђа.
У оквиру категорије V припадају и копнени и морски предели, који су у међуосбној интеракцији са локалним становништвом, кроз примену традиционалне пољопривреде, шумарства, лова и риболова, али у мери која обезбеђује да не дође до наршуавања природног еквуилибријума. Овакав вид заштићених подручја омогућава и бављење екотуризмом.
У европским државама ова категорија заштићеног подручја носи различита имена, попут Landschaftsschutzgebiet („подручје заштићеног предела”) који је користи у Немачкој, Аустрији и Швајцарској, затим  („предео изузетне природне лепоте”) у Великој Британији, те Chráněná krajinná oblast („предео заштићеног пејзажа”) у Чешкој Републици. У Хрватској се користи термин „значајни крајобраз”, док је у Словенији у употреби krajinski park, тј. пејзажни (предеони) парк.

## Историјат предела изузетних одлика
Неки од првих подручја МУЗП-ове категорије V, заштићени су на тетирорији Немачке 1937. године, међу којима су Пихелсвердер, Острво Хидерзе, затим Остриген и Литјенвештет мочвара.
- Пихелсвердер
- Раков Шкоцјан
- Кванток хилс
- Чешки рај
- Сувалски

Најстарији крајински парк у данашњој Словенији је Раков Шкоцјан, проглашен 1949. године.. Током 50-их година ХХ века на простору Уједињеног Краљевства проглашен предео нарочите природне лепоте Кванток хилс (1956), а годину дана раније и Чешки рај у тадашњој Чехословачкој. Седамдесетих година прве заштићене пределе (пејзаже) добили су и Мађарска (Мартељ, 1971) и Пољска (Сувалски, 1973).

## Предели изузетних одлика у Србији
У Србији је издвојено и законом заштићено 33 подручја ове категорије, а пет је у поступку заштите. Разликују се природни предео изузетних одлика и културни предео изузетних одлика, а постоји и старија категорија (по закону до 1991. године) предео нарочите природне лепоте (скраћено ПнПЛ).
- Клисура реке Ресаве
- Планина Рајац
- Тршић — Троноша
- Планина Рудник

Међу првим заштићеним пределима су клисура реке Ресаве (1955), затим планина Рајац (1963) и Лептерија — Сокоград (1969). Као културни предео још 1969. године заштићен је комплекс Тршић — Троноша. Најмлађи предео изузетних одлика је планина Рздник, проглашена у децембру 2024. године.